# Travassos (Póvoa de Lanhoso)
Travassos ist eine Gemeinde im Norden Portugals.

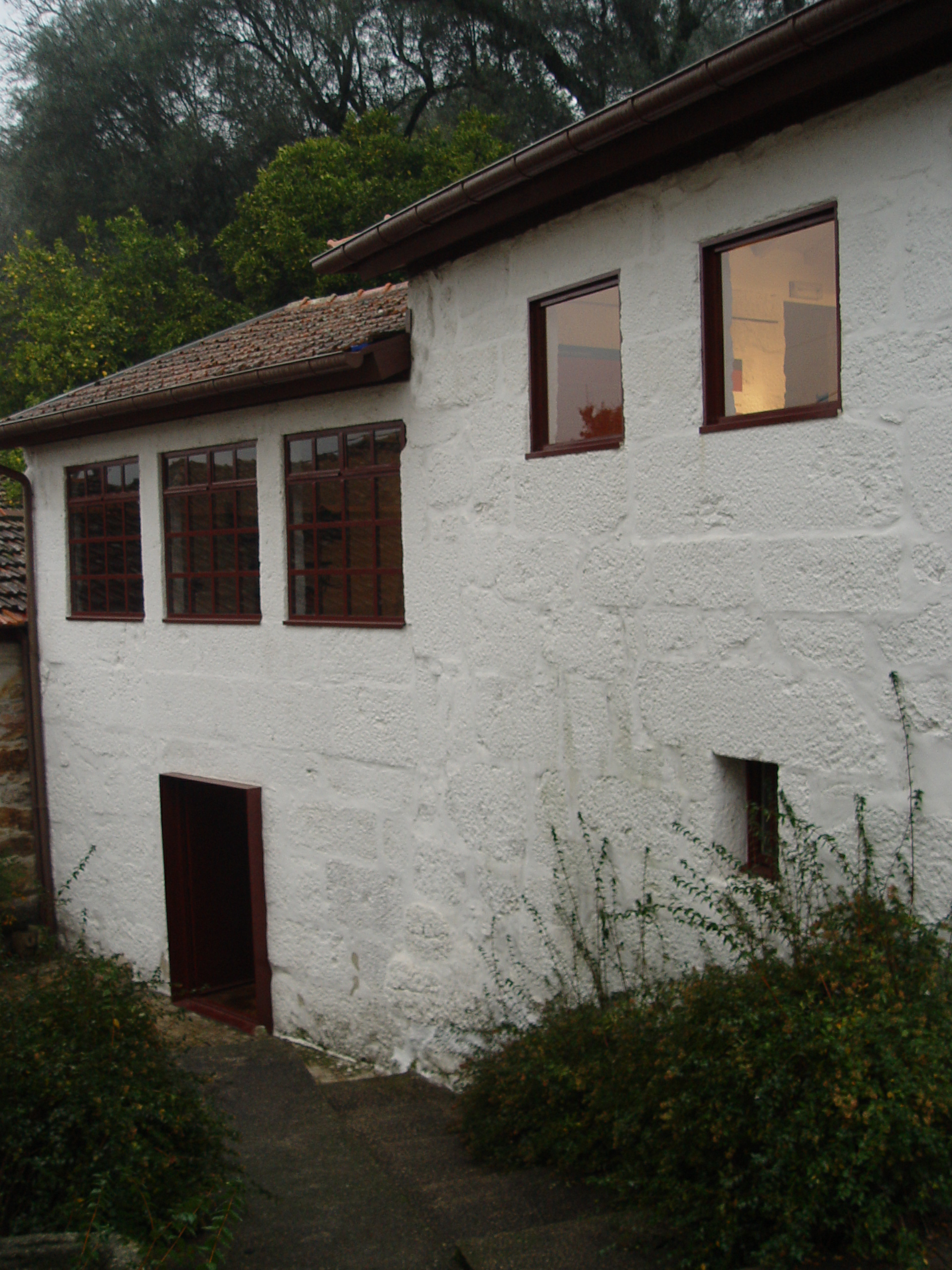
Goldmuseum von Travassos

Travassos gehört zum Kreis Póvoa de Lanhoso im Distrikt Braga, besitzt eine Fläche von 4,6 km² und hat 605 Einwohner (Stand 19. April 2021).

## Bauwerke
- Goldmuseum